# Glenda Jackson
Glenda Jackson (Berkenhed, Engleska, Velika Britanija, 9. svibnja 1936.), je britanska glumica i
političarka.
Jackson je odrasla u radničkoj obitelji i neko je vrijeme radila u ljekarni. Nakon studija na Kraljevskoj akademiji dramske umjetnosti (Royal Academy of Dramatic Art) debitirala je u kazališnoj predstavi Separate Tables, a 1963. imala je i filmski debi u sportskoj drami This Sporting Life. Godine 1969. nastupila je u kontroverznom filmu Kena Russella Women in Love, za što je nagrađena Oscarom. Godinu dana kasnije nastupila je u također kontroverznom filmu The Music Lovers, gdje je glumila nimfomansku suprugu Petra Čajkovskog. Nakon te uloge, stekla je reputaciju glumice spremne uraditi sve što se od nje zahtijeva pred kamerama.
Tu je reputaciju potvrdila kada je godine 1971. obrijala glavu kako bi mogla što uvjerljivije glumiti kraljicu Elizabetu u BBC-jevoj mini-seriji Elizabeth R, dok je dvije godine kasnije pokazala komičarske sposobnosti u romantičnoj komediji A Touch of Class za koju je nagrađena Zlatnim globusom.
Glenda Jackson je s vremenom sve manje vremena i energije posvećivala glumi, a sve više politici. Godine 1992., potpuno se povukla iz glume kada je kao zastupnica Laburističke stranke izabrana u Parlament. Kao žestoka ljevičarka, stekla je reputaciju jednog od najvećih kritičara politike Tonyja Blaira.

## Izabrana filmografija
- Women in Love (1969.)
- The Music Lovers (1970.)
- Sunday Bloody Sunday (1971.)
- Elizabeth R (1971.)
- A Touch of Class (1973.)
- Hedda (1975.)
- The Patricia Neal Story (1981.)

## Vanjske poveznice
- Službena stranica glenda-jackson.co.uk/
- Glenda Jackson u internetskoj bazi filmova IMDb-u (engl.)